# Esprit Tranquille Maistral
Esprit Tranquille Maistral (Quimper, 21 maggio 1763 – Guipavas, 5 novembre 1815) è stato un ammiraglio francese, veterano della guerra d'indipendenza americana, dove combatté in numerose battaglia navali, prestò poi servizio durante le guerre rivoluzionarie francesi e in quelle napoleoniche.

## Biografia
Nacque a Quimper il 21 maggio 1763, figlio di François Louis Maistral, un medico, e di sua moglie Françoise Yvonne Bouisse. Era il fratello di Désiré Marie Maistral. Entrò nella Marine royale come mozzo il 1º luglio 1775 imbarcandosi sulla Oiseau. L'anno successivo prestò servizio come marinaio sulla Roland e il 27 aprile 1778 fu promosso timoniere sul vascello da 118 cannoni Bretagne.
Il 29 giugno 1778 si offrì volontario per prestare servizio sul vascello da 64 cannoni Marseillois, comandato dapprima da Claude-Marguerite Renart de Fuchsamberg e poi da Alexandre de Brie-Serrant Duca di Retz, in forza alla squadra di Louis Guillouet d'Orvilliers.
Il 27 luglio 1778 prese parte alla battaglia di Ouessant contro la squadra inglese dell'ammiraglio Augustus Keppel. Il 6 luglio 1779 partecipò alla battaglia di Grenada sotto il comando di Charles Henri d'Estaing, e il 18 dicembre a quella della Martinica sotto il comando di Toussaint Guillaume Picquet de La Motte. Combatté nuovamente alla Martinica il 17 aprile 1780 sotto il comando di Luc Urbain du Bouëxic de Guichen, e poi al largo di Santa Lucia il 16 e 19 maggio 1780.
Il 18 febbraio 1781 il Duca di Retz lo promosse a tenente di fregata e assegnato al vascello Scipion comandato da Nicolas Henri de Grimouard in forza alla squadra di François Joseph Paul de Grasse. A bordo, prese parte alla battaglia di Fort Royal (29 aprile 1781), alla battaglia di Chesapeake (5 settembre 1781), alla battaglia di Saint Kitts (25-26 gennaio 1782) e alla battaglia delle Saintes (9-12 aprile 1782).
Nell'azione del 18 ottobre 1782 fu ferito da una scheggia di legno. Dopo il naufragio dello Scipion, avvenuto il 20 ottobre, ritornò in Francia nell'aprile 1782 sulla Fantasque, arrivandovi in luglio.
Non aveva ancora vent'anni e aveva partecipato a 14 combattimenti in quattro anni, e in riconoscimento di questo re Luigi XVI il 22 luglio 1783, su domanda di Grimouard, lo promosse tenente di fregata a titolo definitivo con una gratificazione di 600 franchi e assegnato al comando della flûte l'Étoile. Nell'ottobre 1783 la Étoile salpò da Lorient con destinazione Santo Domingo, dove arrivò nel settembre 1784. L'anno seguente fu trasferito sulla flûte Mulet à Brest, che nell'ottobre 1785 partì per Santo Domingo, dove arrivò nel marzo dell'anno seguente.
Il 1º maggio 1786 fu promosso sottotenente di vascello e assegnato alla corvetta Malin dal giugno al settembre. Passò quindi al nuovissimo vascello da 74 cannoni Léopard, al comando di Armand de Kersaint, sulla quale navigò dal luglio al febbraio 1788. Dal marzo al novembre 1788 navigò al largo di Terranova sulla corvetta Vigilante.

### Rivoluzione francese
Dal marzo 1790 all'agosto 1791 prestò servizio sulla corvetta Sans-Soucis, al largo di Santo Domingo. In giugno si trasferì sulla fregata Proserpine e in novembre sulla flûte Normande.
Il 1º gennaio 1792 fu promosso tenente di vascello, e il 12 novembre fu assegnato al vascello da 74 cannoni Éole, operante al largo di Santo Domingo. Il 1 gennaio 1793 fu promosso capitano di seconda classe; fu comandante dello Éole dal 20 marzo all'8 aprile e dal 16 maggio al 25 giugno comandò la Normande effettuando una campagna nella Nuova Inghilterra. 
Il 1º gennaio 1794 divenne capitano di prima classe, e giunto a Brest il 25 giugno, fu arrestato e incarcerato nel castello di Brest. Fu liberato il 18 novembre 1794, dopo la convenzione termidoriana, prestando servizio nel locale porto.
Il 21 marzo fu promosso Chef de division e prese il comando del Terrible da 110 cannoni, nave di bandiera dell'ammiraglio Louis Thomas Villaret de Joyeuse, dal 27 aprile all'11 novembre. Il 12, su decisione di Justin Bonaventure Morard de Galles, si trasferì sul Fougueux da 74 cannoni, sul quale prese parte alla Spedizione in Irlanda e che comandò fino al 17 agosto 1797. 
Il 9 marzo 1798, su decisione del Ministro Georges René Le Peley de Pléville, assunse il comando del Mont Blanc, sul quale prese parte alla spedizione di Étienne Eustache Bruix del 1799; il 5 marzo 1800, fu sostituito da suo fratello, il capitano Désiré Marie Maistral, per assumere temporaneamente il comando del Formidable da 80 cannoni, nave di bandiera del contrammiraglio Pierre Dumanoir le Pelley, fino al 26 aprile, quando tornò al comando del Mont Blanc, tenendolo fino al 24 gennaio 1801. Il 29 giugno sposò a Brest la signorina Rose Aimée Perrine Chardon de Courcelles.
Il 23 settembre 1800, il grado di commodoro fu soppresso nella marina francese ed egli fu retrocesso a capitano di vascello. Successivamente comandò le navi da 74 cannoni Patriote, sulle quali navigò al largo di Santo Domingo dal 25 gennaio 1801 al 27 aprile 1802; Berwick, che utilizzò per traghettare le truppe in Martinica dal 28 aprile 1802 al 12 giugno 1803; e Annibal dal 13 giugno 1803 al 10 giugno 1804.
L'11 giugno 1804 fu nominato comandante del Neptune da 80 cannoni. Al comando di questa nave, prese parte alla campagna di Trafalgar. Nella battaglia di Capo Finisterre (22 giugno 1805), sostenne l'azione dello Atlas. Nella battaglia di Trafalgar il  Neptune arrivò immediatamente dopo l'ammiraglia Bucentaure, ma rimase separata da essa, aprendo un punto debole che permise alla Victory di rastrellare l'ammiraglia francese e tagliare la linea di fila francese, nonostante gli sforzi del Redoutable per colmare il divario. Il Neptune andò in aiuto della nave ammiraglia spagnola Príncipe de Asturias, su cui alzava la sua insegna il viceammiraglio Federico Carlo Gravina, ritirandosi quindi a Cadice. Il 21 luglio 1806 sbarcò dal Neptune e rientrò in Francia, dove la sua condotta a Trafalgar fu molto criticata. Fu brillantemente difeso da Beaudran, aiutante di campo dell'ammiraglio Pierre Charles Silvestre de Villeneuve nel corso della battaglia, tanto da essere assolto da ogni accusa e pienamente riabilitato dal Ministro Denis Decrès.
Dopo il disastro di Trafalgar fu però privato di un comando navale fino al 12 novembre 1810, quando assunse il comando degli equipaggi della 15ª Flottiglia. Il 1º aprile 1811 passò a quello degli equipaggi della 19ª Flottiglia e dal 20 luglio 1813 al 18 luglio 1814 fu comandante militare responsabile del porto di Brest. Il 31 luglio fu promosso Chef d'Escadre.

### Ultimi anni e morte
Il 1º luglio 1814 fu promosso contrammiraglio e si ritirò a vita privata tre mesi dopo. Il 30 settembre ottenne una pensione di 2.400 franchi. Durante la Restaurazione borbonica venne confermato nel grado (25 maggio 1815) e nella pensione (4 maggio 1815).
Morì nella sua casa di Pénandalot, a Guipavas, alle 2:00 del 5 novembre 1815.

### Fonti
1. 1 2 3 4 5 6 7 8 9 10 11 12  Threedecks.
2. 1 2 3 4 5 6 7 8 9 10 11  Hoefer 1854, p. 956.
3. 1 2  Hoefer 1854, p. 957.
4. ↑  Levot 1857, p. 385.
5. 1 2 3 4 5 6 7 8 9 10 11 12 13 14 15 16 17 18 19 20  Levot 1857, p. 386.
6. 1 2 3 4  Levot 1857, p. 387.
7. 1 2 3 4 5  Levot 1857, p. 388.